# 突吻鈍雀鯛
突吻鈍雀鯛（學名：Amblypomacentrus annulatus）是輻鰭魚綱鱸形目雀鯛科鈍雀鯛屬的其中一種，分布於西印度洋區，從紅海至南非德爾班，包括馬達加斯加、模里西斯、留尼旺海域，主要分布在大洋島嶼周邊，深度0至2公尺，本魚體呈卵圓形且側扁，體色米白色，體側具有6條寬窄不一的黑色橫帶，第一條在吻部；第二條從頭頂穿過眼睛；第三條起於背鰭硬棘基部；第四條起於背鰭中央，第三和第四最後在腹部相連，腹鰭黑色，第五條在尾柄處，背鰭硬棘13枚、背鰭軟條12-13枚、臀鰭硬棘2枚、臀鰭軟條12-13枚，體長可達8公分，棲息在水質清澈的潟湖、沙底質海草床，以浮游生物為食，繁殖期時會成對出現，具領域性，雄魚會守護魚卵直到卵孵化，可做為觀賞魚。